# Alexandr Bekovič-Čerkasskij
Alexandr Bekovič-Čerkasskij (rusky Александр Бекович-Черкасский) před přijetím křesťanství Devlet-Girey-Murza (? Kabardsko-Balkarsko – 1717 Chivský chanát) byl potomek kabardských knížat, cestovatel, geograf a kapitán Preobražanského pluku, vrchní velitel vojenského tažení proti Chivskému chanátu v letech 1714–1717, z něhož se nevrátil.

## Život
Alexandr Bekovič-Čerkasskij byl potomkem nejvyššího knížete Velké Kabardie Kazy Pšeapšokova (zemřel 1615). Kníže Bekmurza Džambulatov (vnuk Kazy Pšeapšokova) měl šest synů, jeden z nich byl Devlet-Girey-Murza. V ruských dokumentech se Bekmurozovým synům říkalo Bekovci. Datum jeho narození není známé. Jeho jméno se v dochovaných spisech objevilo až v roce 1688, kdy po požáru v obci Terki je zmíněno, že v požárem zasažené obci žil jako rukojmí Devlet-Girey-Murza.
V historických spisech se pak objevil až v letech 1708-1709, kdy byl poslán do zahraničí, studovat námořní záležitosti. Kníže je uveden v seznamu dvaceti osob vyslaných do Holandska ke studiu navigace. Zde je uveden již pod jménem Alexandro K. Čerkassky, které přijal po konverzi ke křesťanství. Po svém návratu ze zahraničí vstoupil do služby v Preobražanském pluku.

## Tažení proti Chivě
Dne 2. června 1714 vydal car Petr I. Veliký dekret „O vyslání Preobraženského pluku, kapitána Alexandra Bekoviče-Čerkaského najít ústí řeky Darja... " Do této doby Rusové prakticky neznali geografii střední Asie a jen tušili, že přes střední Asii vedou trasy do Indie. Jedním z důvodů tažení byla legenda o tom, že na řece Amudarji jsou bohaté zlaté písky, které Chivané skryli pomocí speciální přehrady, kterou odklonili Amudarju do Aralského moře. Věřilo se, že tok řeky lze snadno obnovit a získat tak přístup k ložiskům zlata. Na základě údajů získaných během tažení v roce 1714 vytvořil Bekovič-Čerkasskij první vědeckou mapu východní oblastí Kaspického moře. Tuto mapu osobně ukázal carovi Petrovi I. v únoru 1716 při osobním setkání v Libavě. Mapa byla později představena na Pařížské akademii věd a její zásluhou byl car Petr I. zvolen členem akademie.
Dne 14. února 1716 předal car Petr I. Bekovičovi osobně písemný pokyn:
1. Prozkoumejte předchozí tok Amudarji a pokud je to možné, otočte ho zpět do starého řečiště.
2. Přesvědčit Chivský chanát ať se připojí k ruské říši.
3. Na cestě do Chivy, zejména u ústí Amudarji, stavte pevnosti, kde to bude nutné.
4. Poté, co se tam usadíte, vstupte do vztahů s bucharským chánem a přesvědčte ho, aby se připojil k ruské říši.
5. Pošlete z Chivy pod rouškou obchodníka, poručíka Kožina do Hindustánu, aby vytvořil obchodní cestu, a dalšího šikovného důstojníka do Jarkendu, aby hledal zlaté rudy.

Kníže Bekovič dostal 4 000 pravidelných jednotek, 2 000 uralských kozáků a 100 dragounů. Expedice navíc zahrnovala několik námořních důstojníků, 2 inženýry a 2 obchodníky. Car se domníval, že orientální původ knížete Bekoviče mu ulehčí navázání diplomatických styků s místními vládci. V Astrachani byla větší část roku 1716 věnována přípravám k tažení. V září téhož roku expedice vyplula z Astrachaně přes Kaspické moře k jeho východním břehům. Poprvé zakotvila u mysu Tyuk-Karagan. Na otevřeném moři expedici zasáhla velká bouře, během niž se několik lodí potopilo. Mezi utonulými byla i manželka knížete Bekoviče a jeho dvě dcery. Z Alexandrovského zálivu Bekovič vyplul jižním směrem. Na trase zanechával oddíly, které stavěly pevnosti až doplul do strategického zálivu Červené vody, kde založil pevnost později nazvanou Krasnovodsk. Z nové pevnosti vyslal dva velvyslance do Chivy, aby navázali první kontakty s místními vládci. Velvyslanci se ale nikdy nevrátili. Na jaře 1717 se s výpravou vrátil do Astrachaně a naverboval nové vojenské oddíly s nimiž zamířil po souši do Chivy.
Časem vyšlo najevo, že Bekovič zemřel s celými oddíly. Kozácký velitel Achmetov, který s několika dalšími vojáky uprchl ze zajetí, popsal jejich cestu po opuštění Astrachaně. Putovali do Atyrau, poté překročil řeku Embu. Pátého dne cesty dostali rozkaz od Petra I., aby poslali spolehlivého člověka přes Persii do Indie, kde měl získat informace o možnostech obchodu a těžbě zlata. Bekovič vyslal murzu, majora Kutlu-Muhammada Mamesheviče Tevkeleva, ale ten byl v Astrabatu zatčen (po dlouhé době byl díky zprostředkování ruského velvyslance Volynského perským soudem propuštěn). Po Tevkelevově odchodu Bekovič pokračoval ve své cestě. Když byl jen 120 verst od Chivy poblíž Karagachova traktu (kde podle legendy měla být přehrada, která přehradila vodu starého toku Amudarji), zaútočil na jeho oddíly chivský chán s 24 000 vojáky. Bekovič postavil své vojsko zády k řece a po stranách se chránil vozovou hradbou. Po tři dny Rusové odolávali Chivanům, až se jim podařilo útok odrazit. Chán vyslal velvyslance s mírovými návrhy a pozváním Bekoviče do Chivy na závěrečná jednání. Bekovič dorazil na jednání do Chivy s oddílem 500 mužů, zbytek armády nechal na starosti majoru Frankenbeckovi. Chán knížeti Bekovičovi vysvětloval, že jeho město je příliš malé na ubytování tak velkého kontingentu, a navrhl rozdělení jeho oddílů do malých skupin, o které bude postaráno v okolních osadách. Po nejednoznačném souhlasu ve snaze neurazit hostitele Bekovič přikývl a přerozdělil své muže do pěti menších skupin. Chivané okamžitě využili tuto taktickou výhodu a v průběhu noci byly ruské oddíly přepadeny a zničeny. Většina Rusů byla pobita, část prodána do otroctví a jen několika jedincům se podařilo uprchnout. Bekovičovi a vyšším důstojníkům usekli hlavy a vystavili je před jásajícím davem. Mrtvému Bekovičovi byla později stažena kůže z těla a napnutá na buben, kterým pak Chivané ohlašovali své vítězství nad Rusy. Chán hlavu knížete Bekoviče poté poslal jako dar bucharskému chánovi. Od té doby se v Rusku říká „zmizel jako Bekovič“. Bekovičův neúspěch na dalších 150 let odradil Rusko od další snahy proniknout do střední Asie.